# Józef Ryszka
Józef Ryszka ps. „Szczepon”, „Gizd” (ur. 14 lutego 1920 w Katowicach-Szopienicach, zm. 17 listopada 1943 w Warszawie) – polski poeta, działacz podziemia niepodległościowego podczas okupacji niemieckiej (w Departamencie Informacji i Propagandy Delegatury RP – Sekcji Zachodniej).

## Życiorys
Urodził się w Szopienicach na Górnym Śląsku, w rodzinie Józefa Ryszki i Wiktorii zd. Pilarskiej 14 lutego 1920 roku. W dwudziestoleciu międzywojennym był harcerzem XIII DH im. Stefana Rogozińskiego w Chorzowie. W 1937 napisał poemat refleksyjno-opisowy o wyprawie kajakiem do Gdyni.  Pracował w hucie „Piłsudski” oraz w kopalnia „Boże Dary” w Kostuchnie.
W 1939 został wywieziony przez Niemców na roboty przymusowe do Viersen i Hanoweru. W roku 1941 udało mu się zbiec. Dostał się początkowo do Radomia, a później do Warszawy, gdzie wstąpił do podziemnej organizacji Ojczyzna. Swoje wiersze publikował w prasie podziemnej. Miały one charakter patriotyczny. Pisał także satyry, często gwarą śląską. Krytycy nazywali Ryszkę „śląskim Kolumbem”.
Został aresztowany 14 października 1943. Rozstrzelano go 17 listopada 1943 roku.
Od 2018 patron skweru na os. Tysiąclecia w Katowicach.

## Wybrane utwory
- My Ślązoki
- Orl-Panie